# Ладіслас Дуньяма
Ладіслас Дуньяма (фр. Ladislas Douniama, нар. 24 травня 1986, Браззавіль) — конголезький футболіст, нападник аматорського клубу «Гранвіль» та національної збірної Республіки Конго.

## Клубна кар'єра
Народився у столиці Республіки Конго Браззавілі. У дитинстві перебрався до Франції, де з 12 років почав займатися футболом в академії «Тулузи», а з 2000 року перейшов до академії клубу «Монпельє».
У дорослому футболі дебютував 2002 року виступами за аматорську команду «Кастельно Ле Кре», в якій провів два сезони, взявши участь у 54 матчах чемпіонату. 
Протягом 2004—2006 років захищав кольори команди клубу «Нім-Олімпік».
Своєю грою за останню команду привернув увагу представників тренерського штабу клубу «Орлеан», до складу якого приєднався 2006 року. Відіграв за команду з четвертого за силою французького дивізіону наступні три сезони своєї ігрової кар'єри. Більшість часу, проведеного у складі «Орлеана», був основним гравцем атакувальної ланки команди та одним з її головних бомбардирів, маючи середню результативність на рівні 0,38 голу за гру першості.
2009 року забивним африканцем зацікавилося керівництво «Лілля», у розпордженні якого він провів наступний сезон, граючи, втім, лише за другу команду клубу.
Згодом з 2010 по 2013 рік грав у складі команд клубів «Генгам», «Лор'ян» та «Арль-Авіньйон» (на умовах оренди).
До складу клубу «Генгам» удруге приєднався 2013 року.

## Виступи за збірну
2008 року дебютував в офіційних матчах у складі національної збірної Республіки Конго. Наразі провів у формі головної команди країни 25 матчів, забивши 4 голи.
Учасник Кубка африканських націй 2015 року в Екваторіальній Гвінеї.

## Досягнення
- Володар Кубка Франції: 2013/14